# Dravci
Dravci so naselje v Občini Videm.